# Gastrophrynoides
A Gastrophrynoides a kétéltűek (Amphibia) osztályába, valamint a békák (Anura) rendjébe és a szűkszájúbéka-félék (Microhylidae) családjába tartozó nem.

## Előfordulásuk
A nembe tartozó fajok a Maláj-félszigeten és Borneón honosak.

## Rendszerezés
A nembe az alábbi fajok tartoznak:
- Gastrophrynoides borneensis (Boulenger, 1897)
- Gastrophrynoides immaculatus Chan, Grismer, Norhayati & Daicus, 2009